# Чистерна-д'Асті
Чистерна-д'Асті (італ. Cisterna d'Asti, п'єм. Sisterna) — муніципалітет в Італії, у регіоні П'ємонт,  провінція Асті.
Чистерна-д'Асті розташована на відстані близько 490 км на північний захід від Рима, 36 км на південний схід від Турина, 19 км на південний захід від Асті.
Населення — 1268 осіб (2014).
Щорічний фестиваль відбувається 4 жовтня. Покровитель — Madonna del Rosario.

## Демографія
Населення за роками:

Станом на 1 січня 2023 року в муніципалітеті офіційно проживали 154 іноземці з 16 країн, серед них 91 громадянин країн Євросоюзу.

## Сусідні муніципалітети
- Канале
- Феррере
- Монта
- Сан-Дам'яно-д'Асті